# Kyburg (slott)

Den här artikeln handlar borgen "Kyburg". För de medeltida adelsfamiljerna von Kyburg och neu-Kyburg, se von Kyburg. 

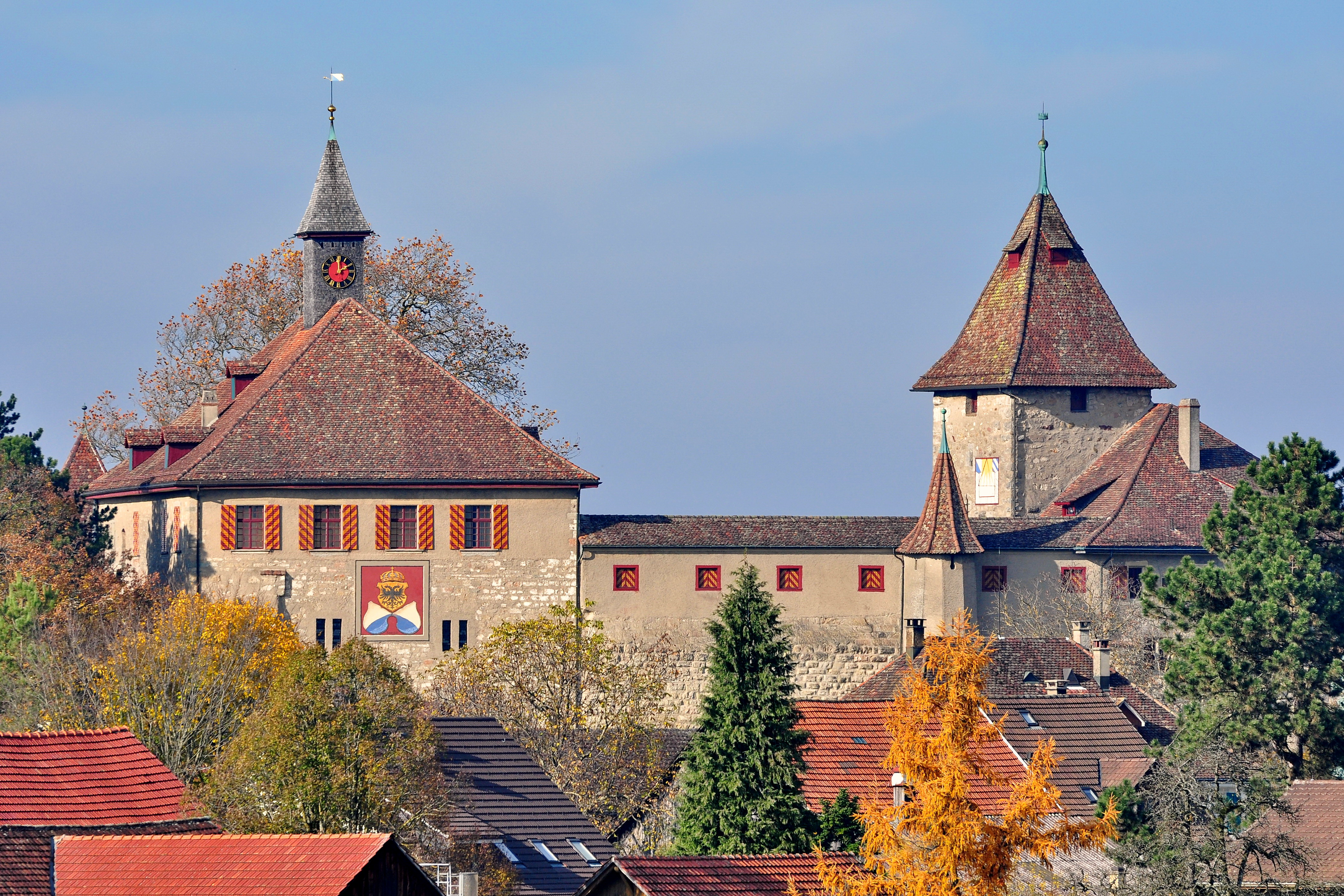
Schloss Kyburg

Kyburg är en medeltidsborg i orten Kyburg 4 1/2 kilometer söder om Winterthur, Schweiz, som under 150 år var i huset Habsburgs ägo och sedan 1452 avträddes till Zürich.
Borgen som restaurerades på 1800-talet rymmer nu ett museum.